# Белая могила в Роуз Холл
Белая могила в Роуз Холл (англ. Rose Hall) — легендарное место в особняке Роуз Холл в Монтего-Бей, Ямайка, связанное с легендой о Белой ведьме.

## Легенда

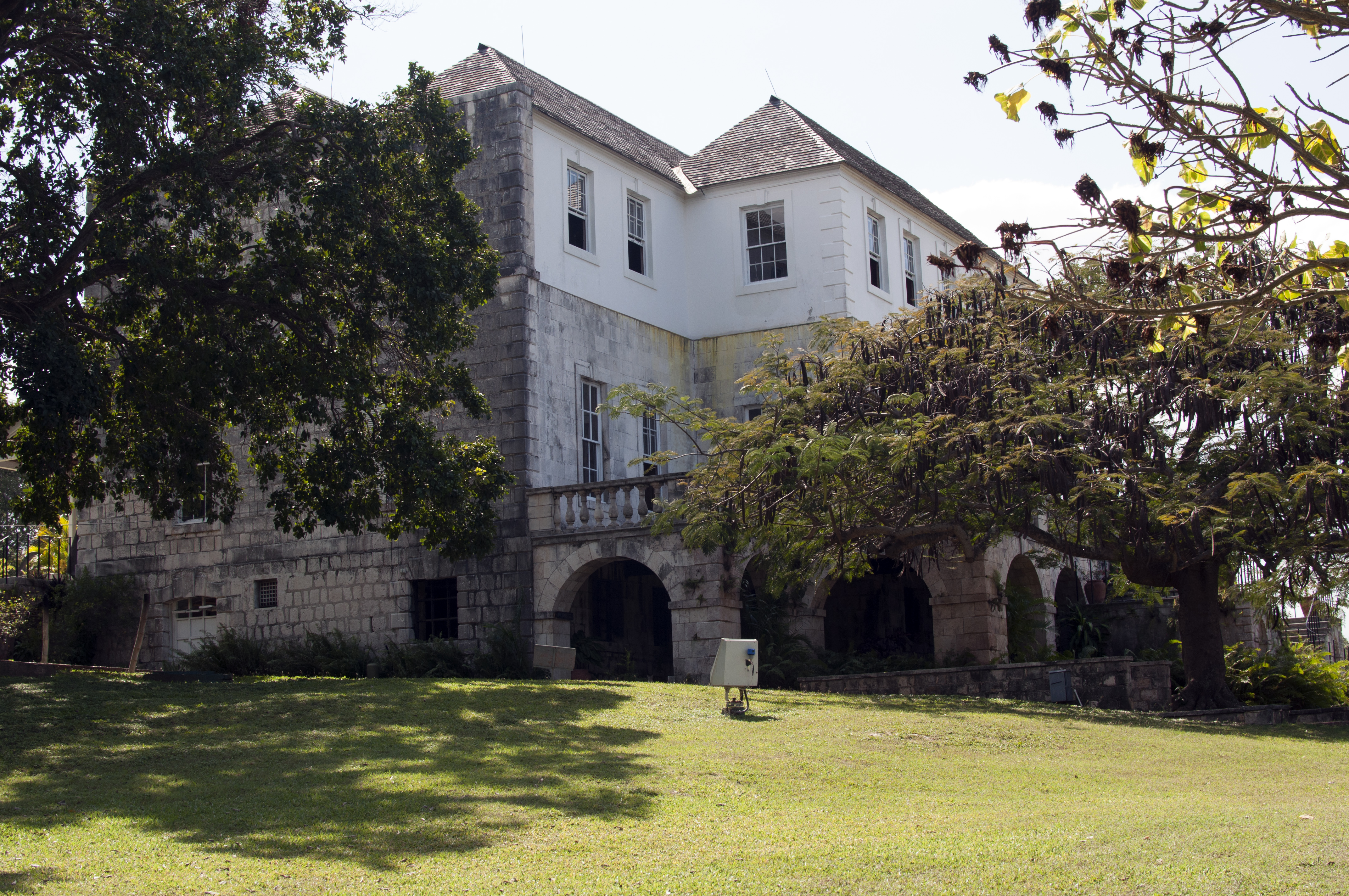
Особняк Роуз Холл

Согласно легенде, дух «Энни Палмер» преследует обитателей плантации «Пальмира» возле Монтего-Бей. Она гласит: Энни Палмер родилась на Гаити, её мать была англичанкой, а отец ирландцем. Энни провела большую часть своей жизни на Гаити. Когда её родители умерли от желтой лихорадки, её воспитанием занялась няня, которая преподавала ей обряды вуду. Энни переехала на Ямайку и вышла замуж за Джона Палмера, владельца Роуз Холла. Далее, согласно легенде, она убила Джона и двух своих последующих мужей и многочисленных рабов на плантации, пока не была убита рабом по имени Таку.
Джонни Кэш написал песню по мотивам легенды под названием «Баллада об Энни Палмер».
В 2007 году Бенджамин Рэдфорд изучил легенду и пришёл к выводу, что она была выдумана по мотивам знаменитого на острове романа Герберта де Лиссера «Белая ведьма из Роуз Холла», опубликованного в 1929 году. Энни Палмер, возможно, реально существовала, но судя по всему не имела склонностей к садизму или разврату. Журналистка Полли Томас пишет, что имя Энни Палмер, возможно, стали путать с Розой Палмер, настоящей хозяйкой Роуз Холла, которая пережила четверых мужей, но славилась своей добродетелью.

## Роуз Холл
Роуз Холл — особняк в георгианском стиле, построенный в 1770-х годах и восстановленный в 1960-х годах. Он украшен шелковыми обоями, люстрами, обставлен европейским антиквариатом. В настоящее время он принадлежит бывшей Мисс Мира США Мишель Роллинз.

## Популярная культура
- Эпизод о Роуз Холле в документальной телесериале Ghost Adventures (США)[6]
- Роуз Холл выступает одним из мест действия романа Дианы Гэблдон «Путешественница».
- Рок-группа Coven записала песню «The White Witch of Rose Hall» в своем первом альбоме «Witchcraft Destroys Minds & Reaps Souls» (1969).
- Роуз Холл — место действия девятнадцатого сезона шоу Топ-модель по-американски.
- Эпизод 3 «Белая ведьма» Сезона 2 телесериала Scariest Places on Earth (США).